# Xing Tong
Xing Tong ou Hing T'ong ou Hsin T'ung, surnom: Ziyuan est un peintre chinois des XVIe – XVIIe siècles, originaire de Jinan (qui est la capitale de la province chinoise du Shandong). Sa date de naissance est 1551, sa date de décès qui est inconnue, se situe dans le XVIIe siècle.

## Biographie
Xing Tong est un peintre de paysages et de bambous dans le style de Wen Tong, il est aussi poète et calligraphe. Sa réputation gagne la Corée et les îles Liuqiu. En 1574, il passe les examens triennaux à la capitale et reçoit le grade de jinshi (lettré présenté).